# Pierce, Colorado
Pierce är en ort i Weld County i Colorado. Orten har fått sitt namn efter järnvägsdirektören John Pierce. Postkontoret i Pierce öppnades 1903. Enligt 2020 års folkräkning hade Pierce 1 094 invånare.